# Пшезхлебе
Пшезхлебе (пол. Przezchlebie, нім. Sandwiesen) — село в Польщі, у гміні Зброславиці Тарноґурського повіту Сілезького воєводства.
Населення — 869 осіб (2011).
У 1975-1998 роках село належало до Катовицького воєводства.

## Демографія
Демографічна структура станом на 31 березня 2011 року:
|          | Загалом | Допрацездатний вік | Працездатний вік | Постпрацездатний вік |
| -------- | ------- | ------------------ | ---------------- | -------------------- |
| Чоловіки | 422     | 77                 | 289              | 56                   |
| Жінки    | 447     | 72                 | 269              | 106                  |
| Разом    | 869     | 149                | 558              | 162                  |